# Mircea-Nicu Toader
Mircea-Nicu Toader (n. 23 ianuarie 1948) este un fost deputat român, ales în legislatura 2012-2016 pe listele Partidului Democrat Liberal. În legislatura 2012-2016, Mircea-Nicu Toader a trecut de la PDL la PNL și a fost membru în grupurile parlamentare de prietenie cu Regatul Suediei și Republica Malta.  Mircea-Nicu Toader a mai fost deputat în legislatura 2000-2004, ales în județul Galați pe listele PD și a fost membru în grupurile parlamentare de prietenie cu Republica Austria și Republica Federală Germania. Mircea-Nicu Toader a fost reales și în legislatura 2008-2012 pe listele partidului PD-L și a fost membru în grupurile parlamentare de prietenie cu Republica Populară Chineză și Republica Federală Germania.